# Wydźgów
Wydźgów (ukr. Ви́жгів) – wieś w rejonie kowelskim obwodu wołyńskiego, położona na wschód od Lubomla. Wieś liczy 252 mieszkańców. W 1933 roku wieś liczyła 33 gospodarstwa.
Do 2020 w rejonie lubomelskim.